# Justicia Social
Justicia Social är en ort i Mexiko.   Den ligger i kommunen Peto och delstaten Yucatán, i den östra delen av landet, 1 100 km öster om huvudstaden Mexico City. Justicia Social ligger 39 meter över havet och antalet invånare är 302.
Terrängen runt Justicia Social är mycket platt. Runt Justicia Social är det mycket glesbefolkat, med 5 invånare per kvadratkilometer. Närmaste större samhälle är La Presumida, 18,2 km sydost om Justicia Social. I omgivningarna runt Justicia Social växer i huvudsak lövfällande lövskog.